# Carlo Folino
Carlo Folino (Catanzaro, 21 gennaio 1813 – Catanzaro, ...) è stato un avvocato italiano.

## Biografia
Nacque a Catanzaro il 21 gennaio 1813 da Filippo, proprietario terriero, e da Felicia Melina. 
Sposò Maria de Leon, giovane di antica e nobile famiglia catanzarese.
Discendente da una famiglia di avvocati – furono pure avvocati il fratello Giuseppe e gli avi Salvatore e Domenico Folino che sono annoverati fra i primissimi iscritti all'albo forense catanzarese – fu giurista e avvocato penalista di valore ed esercitò la professione in Calabria e soprattutto a Napoli dove aveva conseguito la laurea presso la Neapoletana Studiorum Universitas.
A causa delle persecuzioni politiche che lo costrinsero alla clandestinità dovette interrompere per qualche anno l'esercizio della professione che riprese in seguito ottenendo grandi successi in tutto il territorio nazionale.
Fu molto attivo nella vita sociale e politica professando e divulgando le sue idee liberali e partecipando ai moti antiborbonici del 1848. Tale intensa attività politica e rivoluzionaria gli procurò molte sofferenze a causa delle persecuzioni da parte del potere monarchico al punto da dovere abbandonare la città partenopea e rifugiare clandestinamente in Calabria. Qui rimase per oltre un anno nascosto nella casa di Cortale, in provincia di Catanzaro, del suo amico e compagno di fede Andrea Cefaly, insigne ed affermato pittore dell'epoca, con il quale aveva condiviso le lotte e le persecuzioni politiche e insieme al quale, dopo i moti del 1848, si era dovuto allontanare da Napoli.
Nel periodo di soggiorno nella casa del Cefaly tenne importanti contatti politici con i movimenti rivoluzionari e con le organizzazioni mazziniane. In quel periodo di clandestinità l'amico pittore gli dedicò un ritratto ad olio su tela che è tuttora considerato una delle opere più intense dell'artista e che è oggi custodito dalla famiglia.
La rivista Della Magistratura e del Foro di Catanzaro edita a Napoli scrisse di lui: